# Fritz Eisel
Fritz Eisel (* 27. März 1929 in Lauterbach (Hessen); † 19. September 2010 in Langen Brütz) war ein deutscher Maler und architekturbezogener bildender Künstler und Hochschullehrer in der DDR.

## Leben
Fritz Eisel studierte von 1947 bis 1950 an der Hochschule für Baukunst und bildende Künste, Abteilung Bildende Kunst, in Weimar. Seine Lehrer waren unter anderem Hanns Hoffmann-Lederer und Fritz Dähn, dem er 1950 an die Hochschule für Bildende Künste Dresden folgte. 1952 ging er nach Leningrad an das Staatliche Akademische Repin-Institut für Malerei, Bildhauerei und Architektur der Kunstakademie der UdSSR, wo er bis 1957 mit Boris Joganson zusammenarbeitete.
Von 1957 bis 1959 lebte Eisel als freischaffender Künstler wieder in Dresden. Er erhielt 1958 den Kunstpreis der Gesellschaft für Deutsch-Sowjetische Freundschaft. 1959 zog er nach Potsdam, wo er von 1965 bis 1970 Direktor der Historischen Gedenkstätte des Potsdamer Abkommens im Schloss Cecilienhof war. 1970 folgte er einem Ruf an die Hochschule für Bildende Künste Dresden, wo er 1973 zum Professor berufen wurde und von 1975 bis 1979 deren Rektor war. Ab 1982 lebte er als freischaffender Künstler in Langen Brütz. Als Dozent lehrte er an der Fachschule für angewandte Kunst Heiligendamm von 1985 bis 1994 und an der Bezirkskulturakademie Schwerin von 1986 bis 1988.
Aus der 1951 geschlossenen Ehe mit Christa Eisel, geborene Lörsch, gingen zwei Kinder hervor, der Maler und Grafiker Paul Eisel und die Journalistin und Autorin Carla Kalkbrenner. Zu seinen Enkeln gehören die Musiker und Musikproduzenten Paul und Fritz Kalkbrenner.

## Auszeichnungen (Auswahl)
- 1957: Kunstpreis der Gesellschaft für Deutsch-Sowjetische Freundschaft[4]
- 1961: Theodor-Fontane-Preis des Bezirks Potsdam
- 1973: Arthur-Becker-Medaille in Gold
- 1975: Kunstpreis der DDR
- 1977: Martin-Andersen-Nexö-Kunstpreis der Stadt Dresden

## Werk

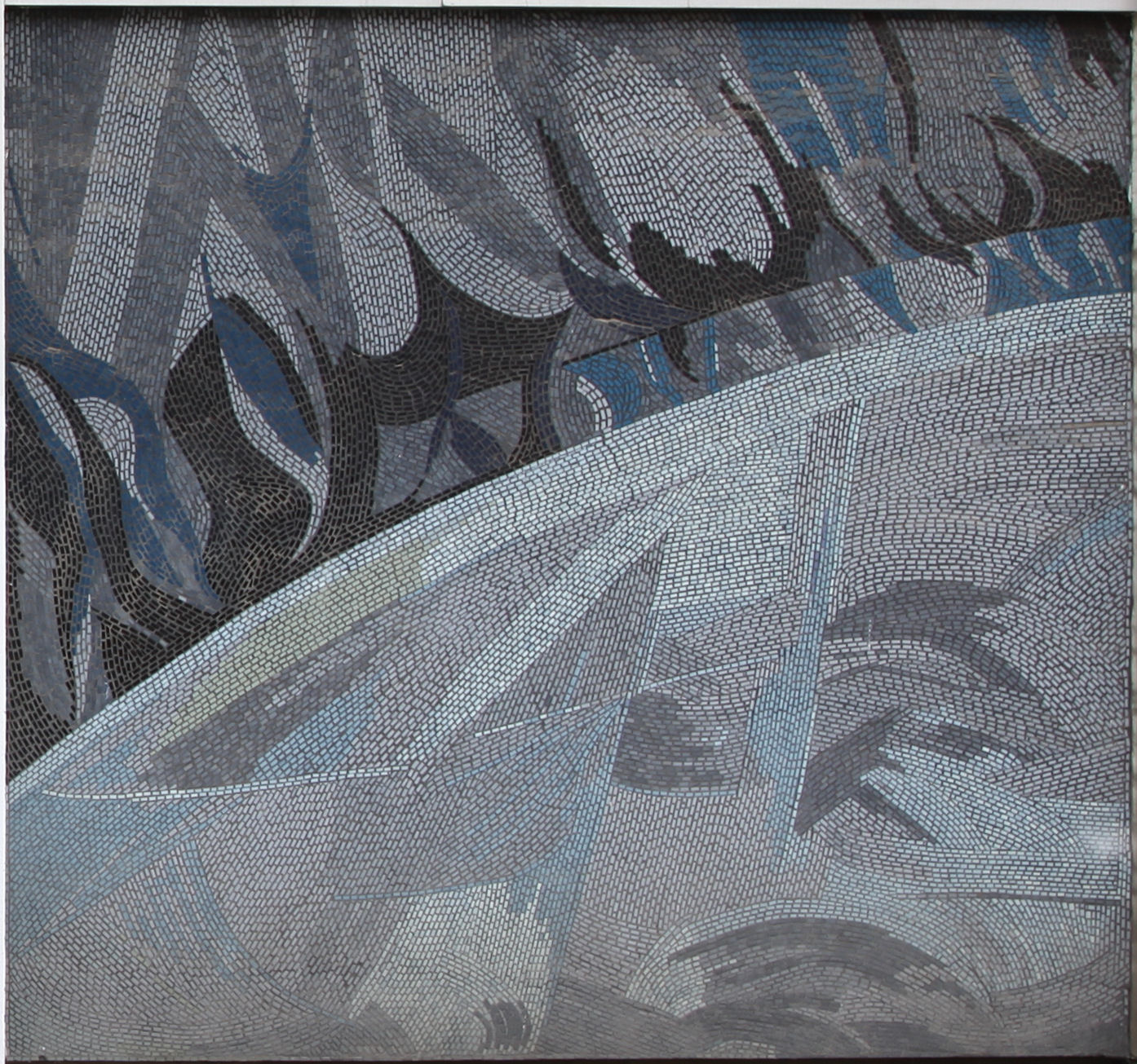
geplant
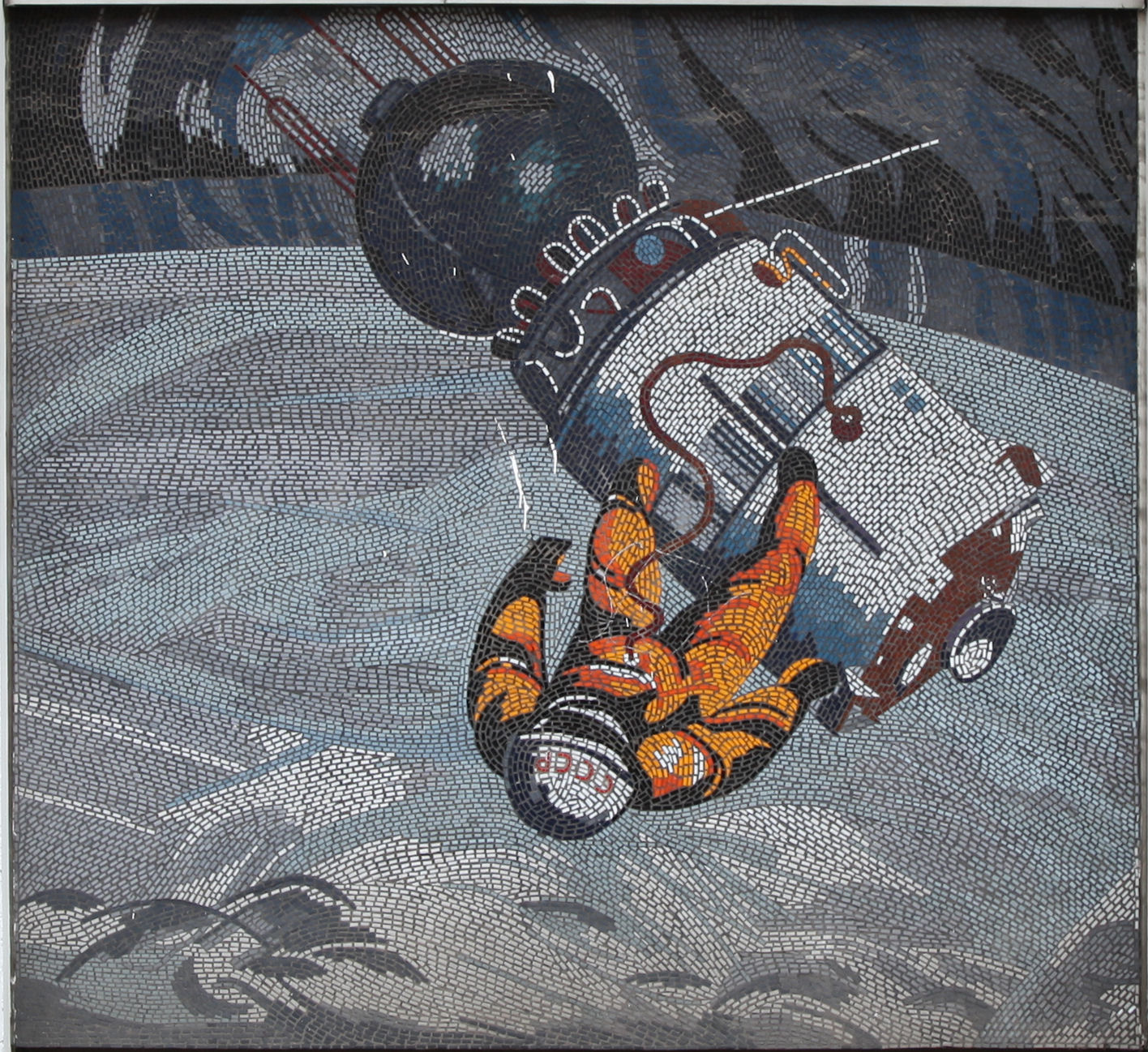
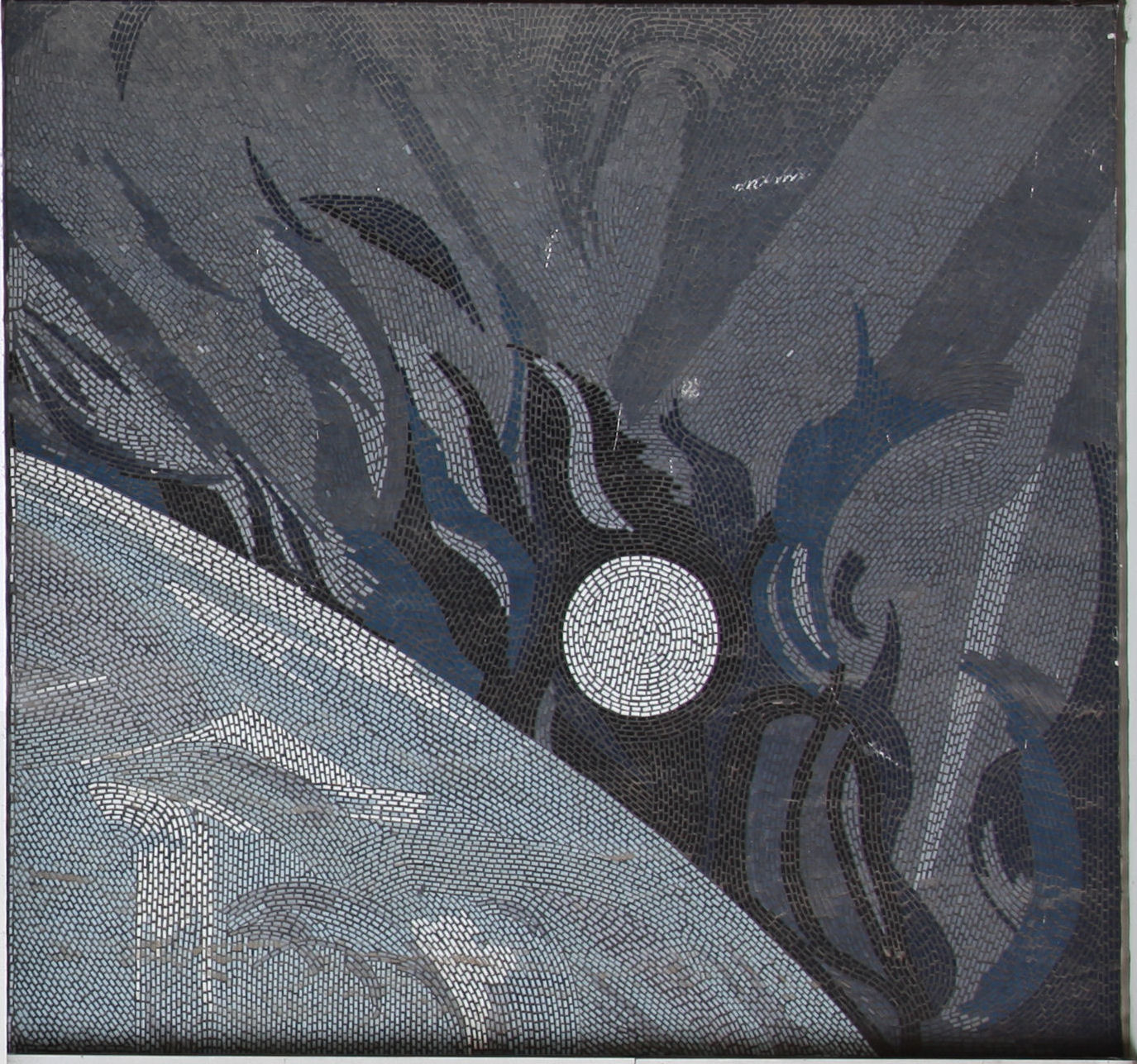
geplant

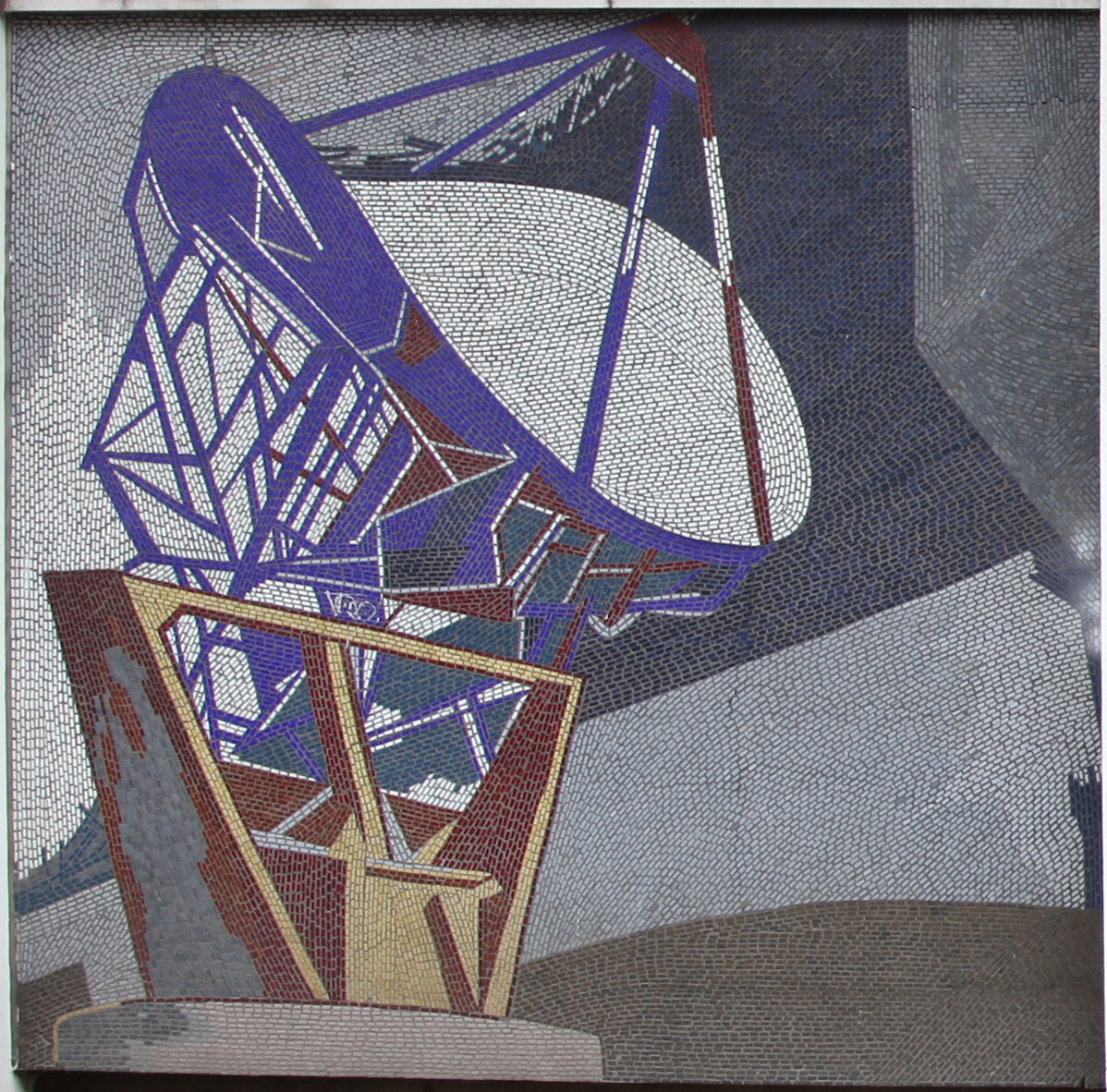
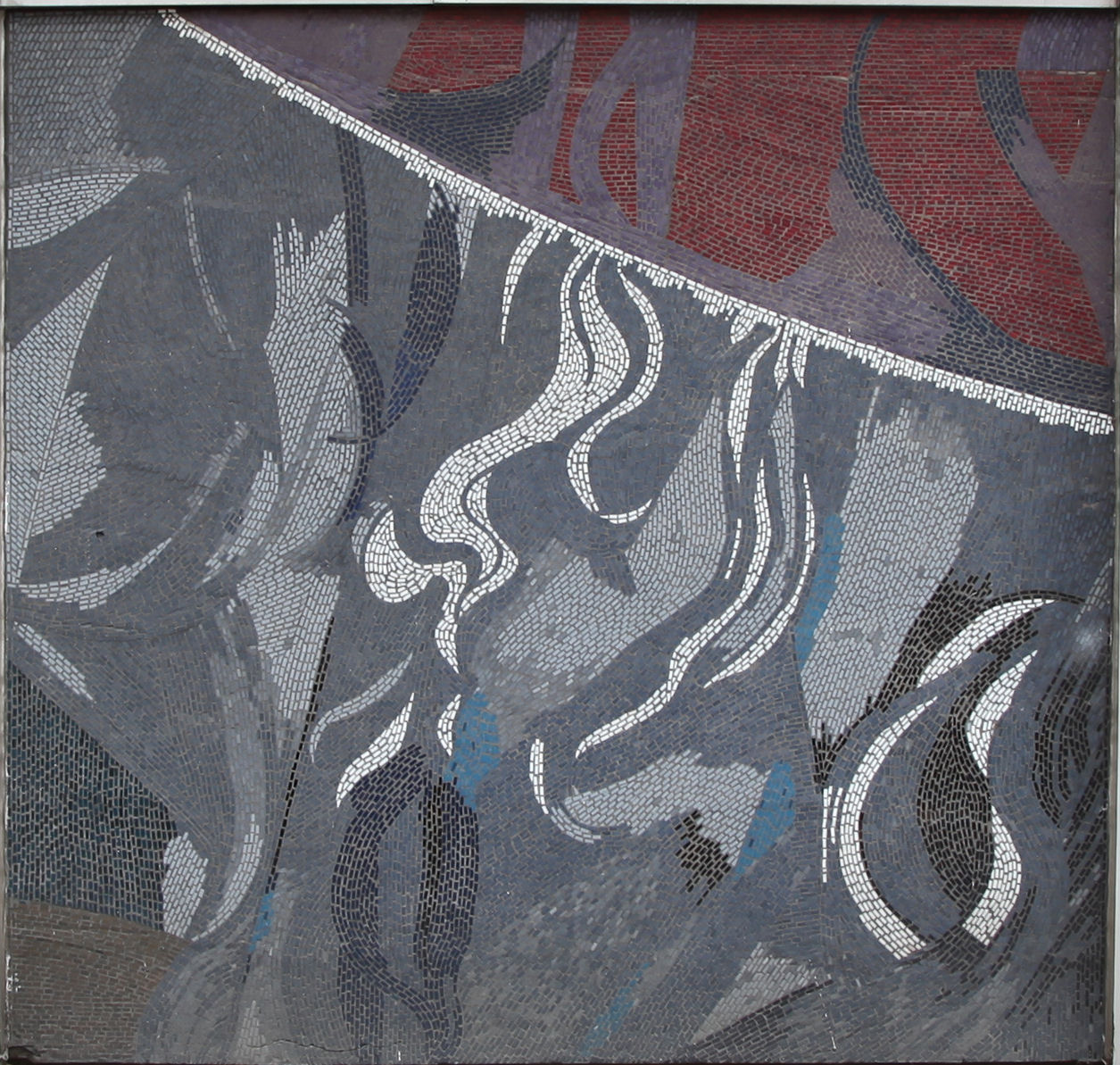
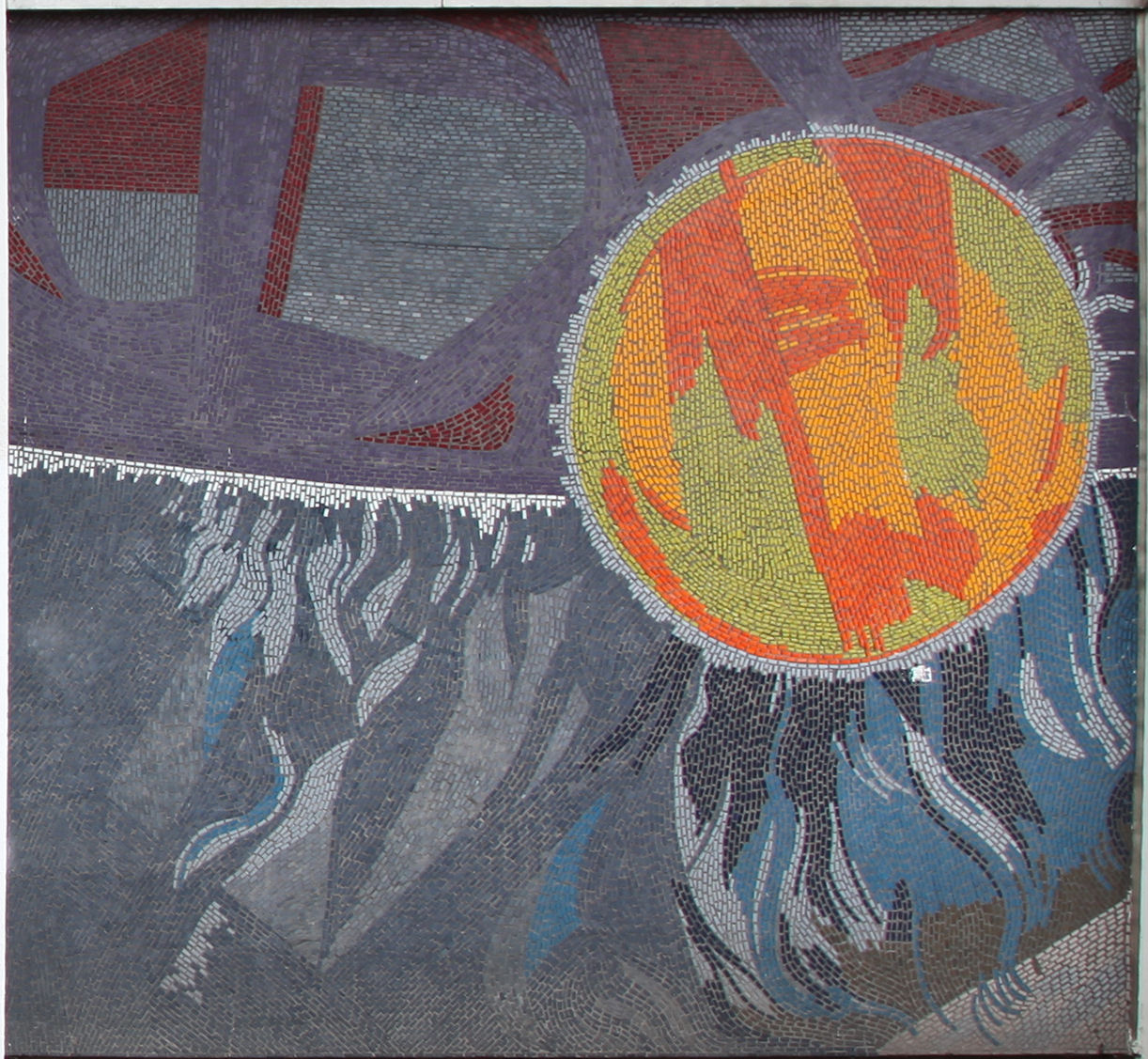

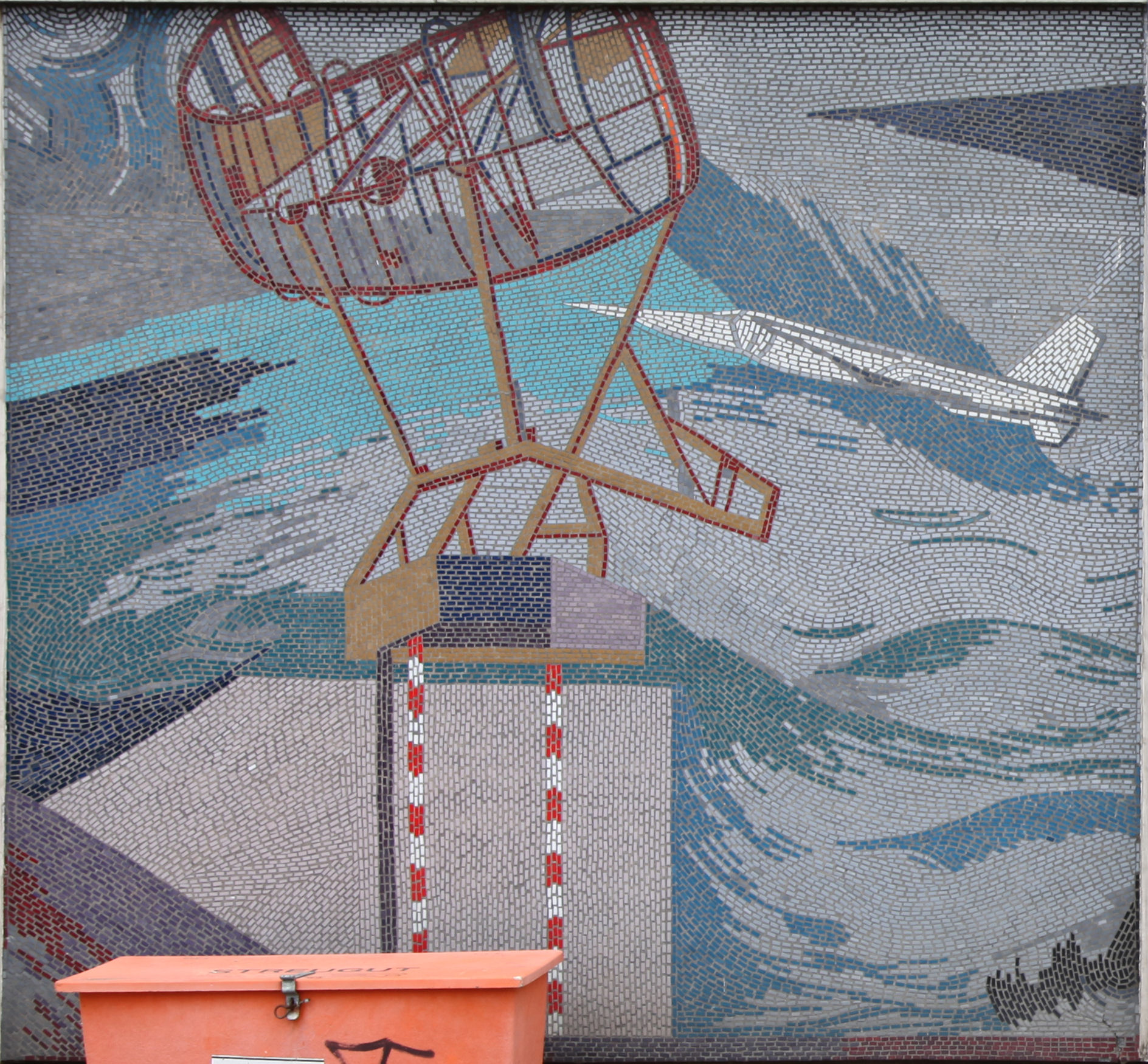
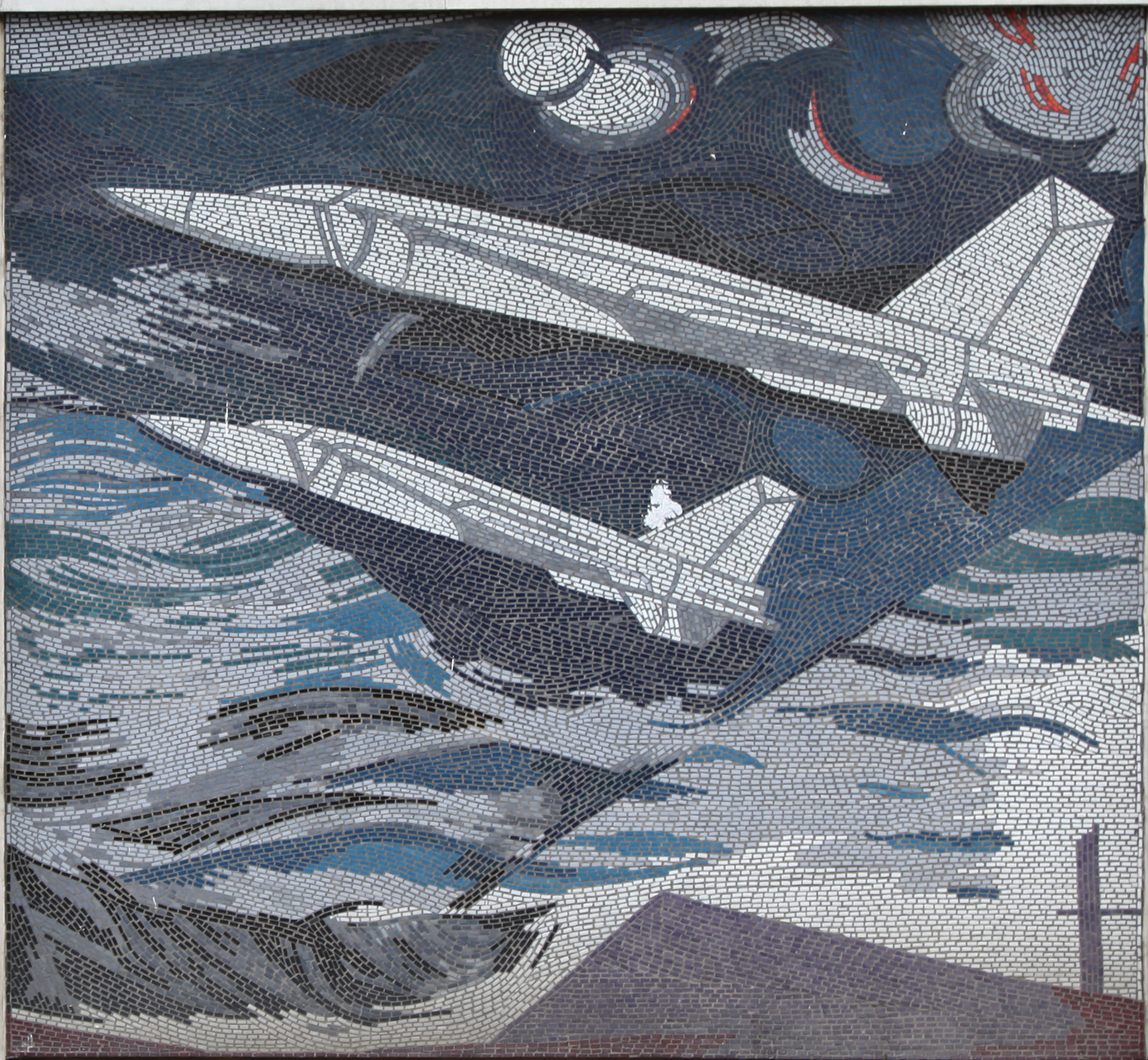

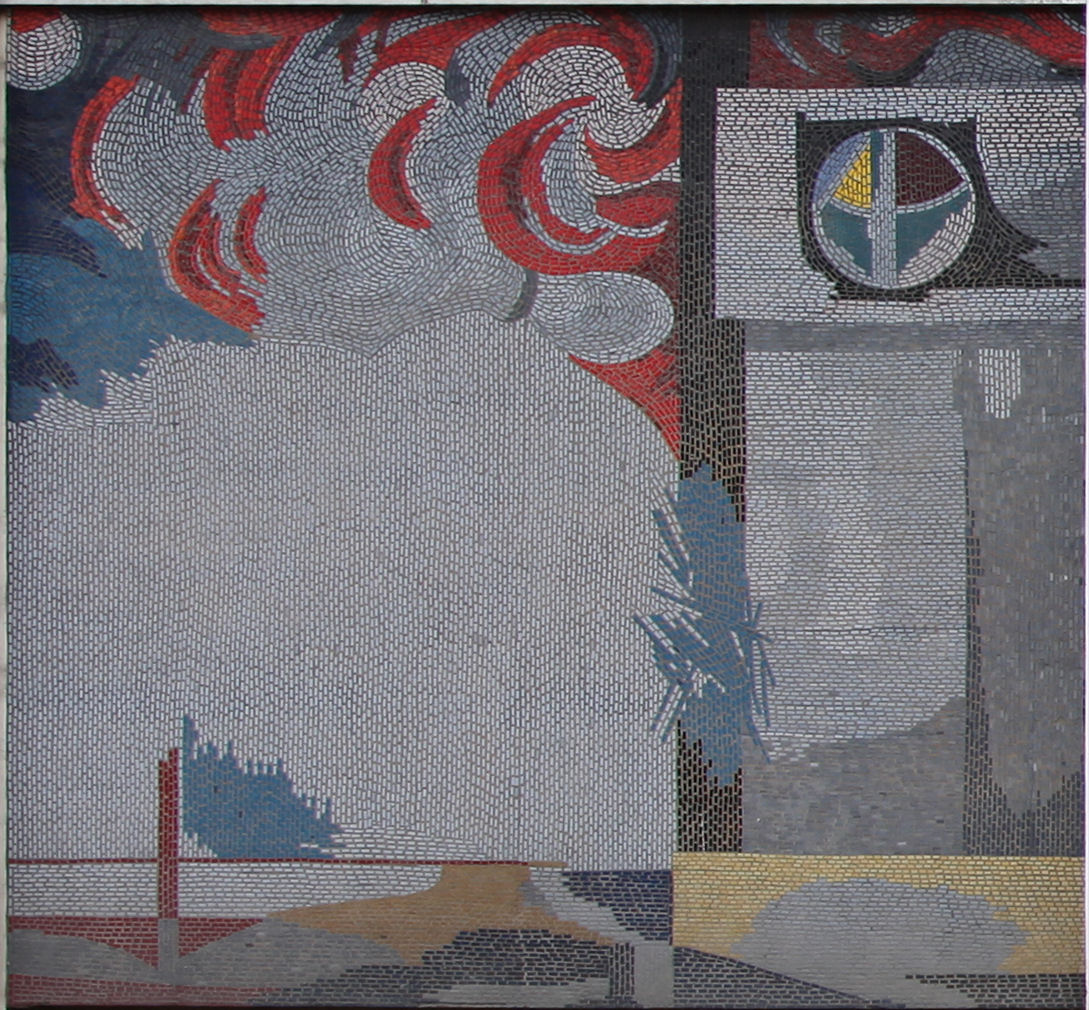
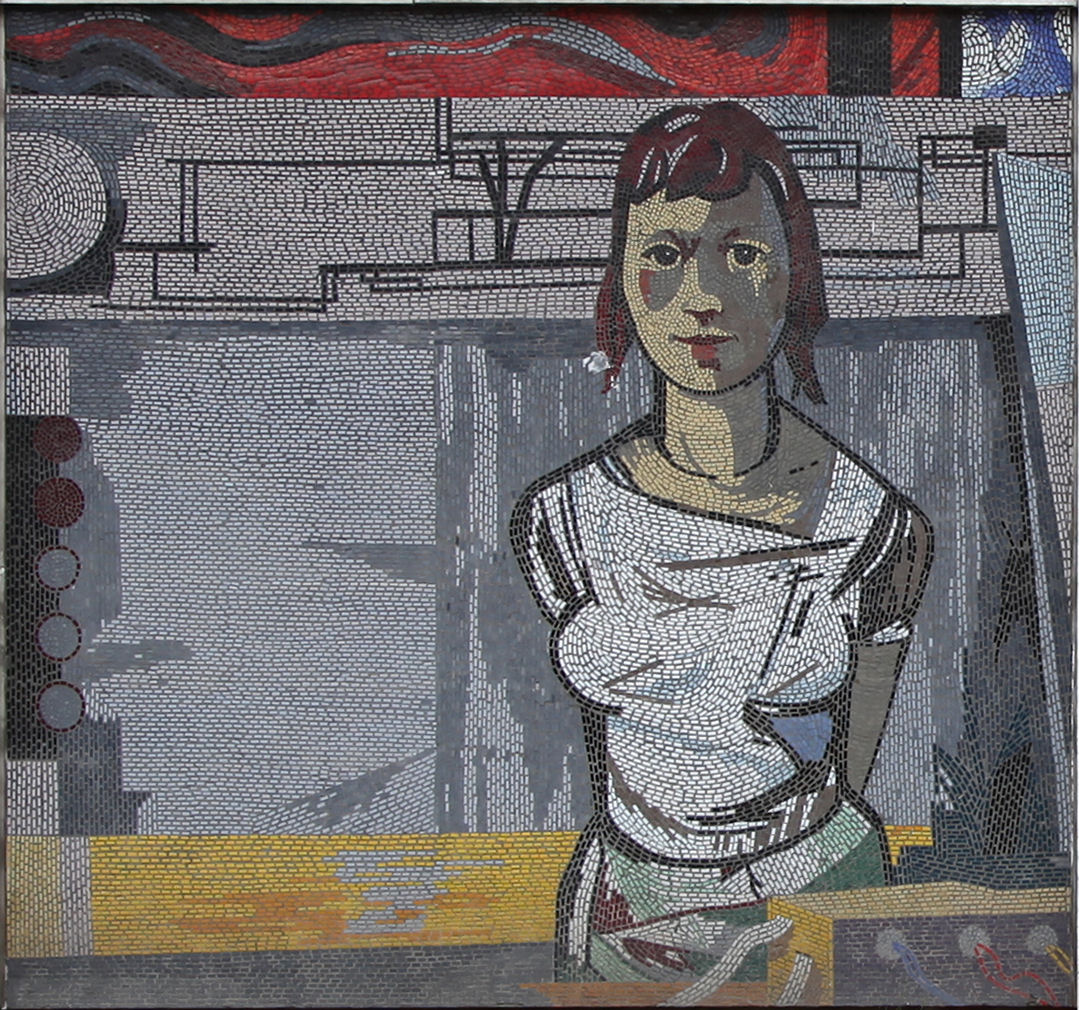
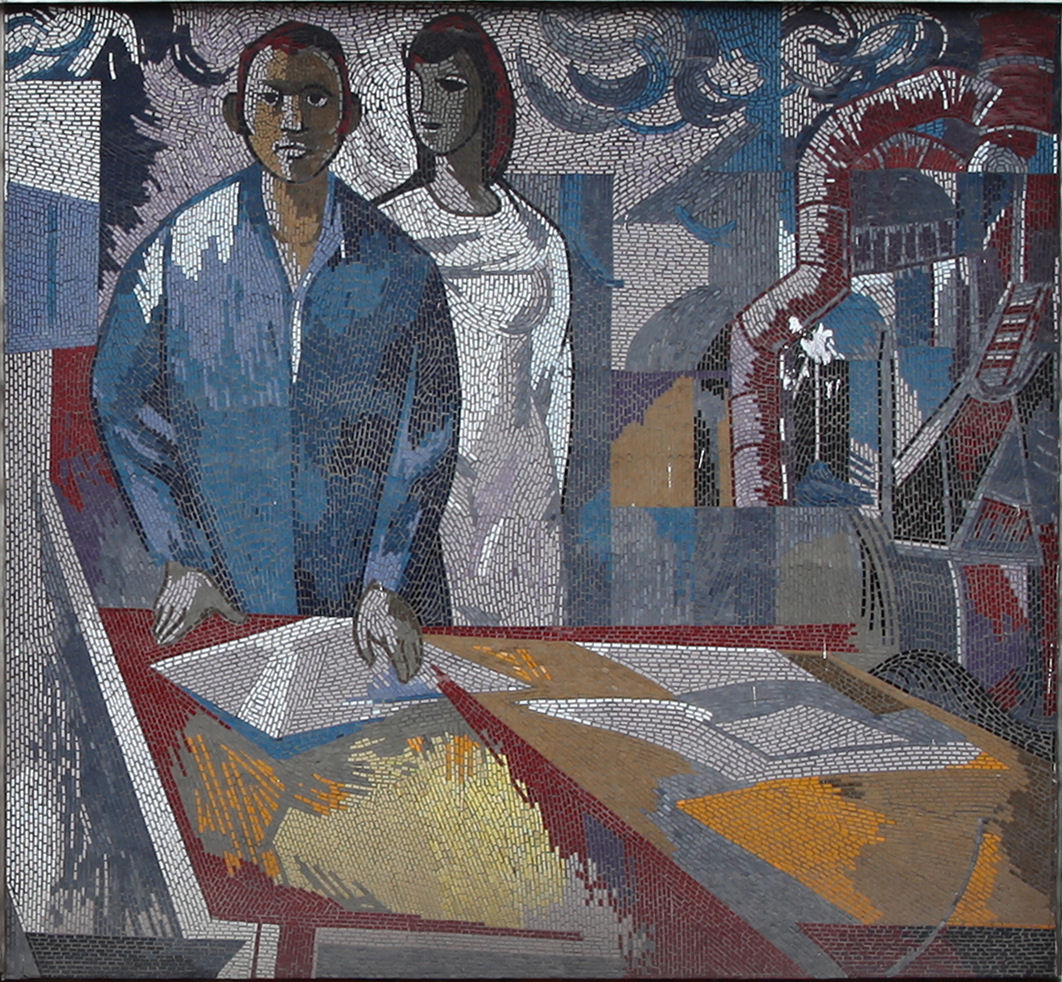
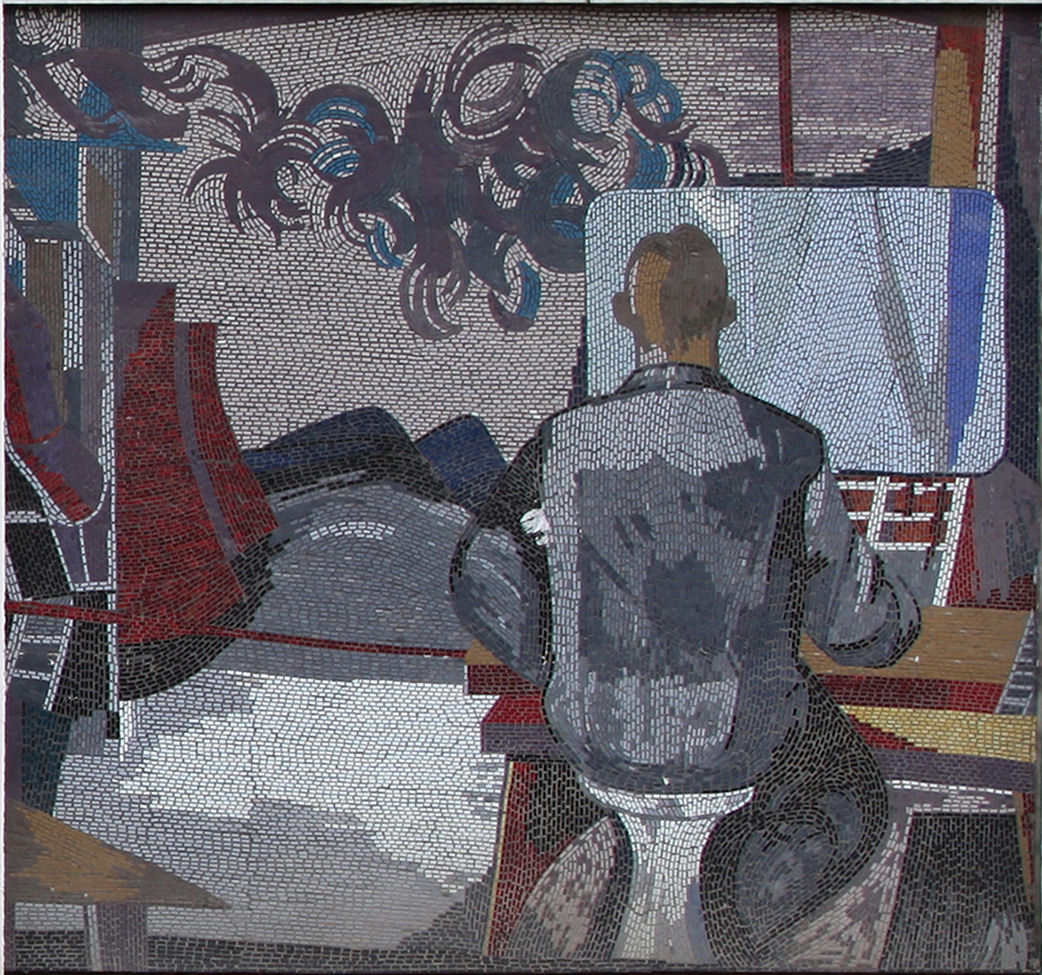
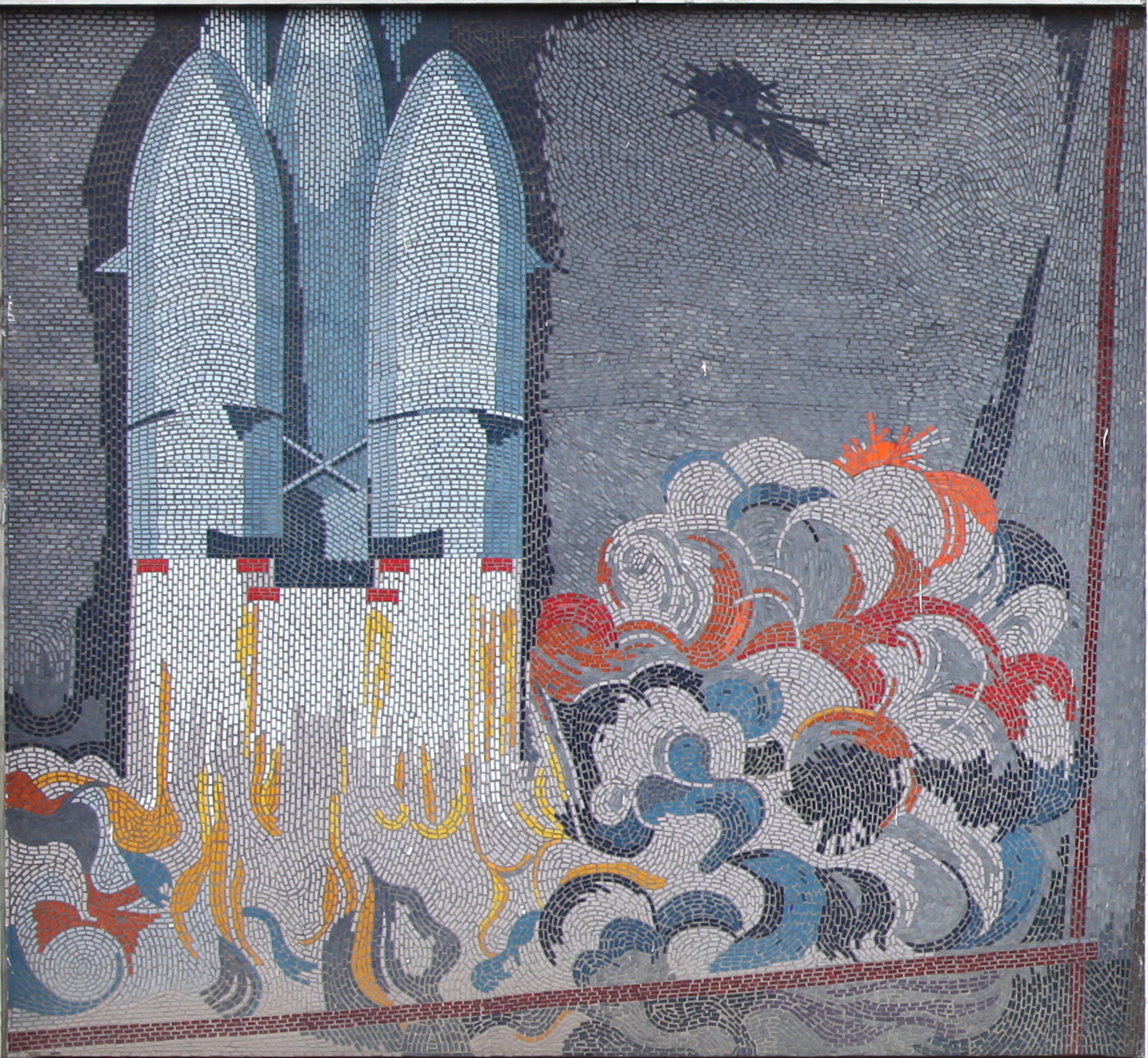
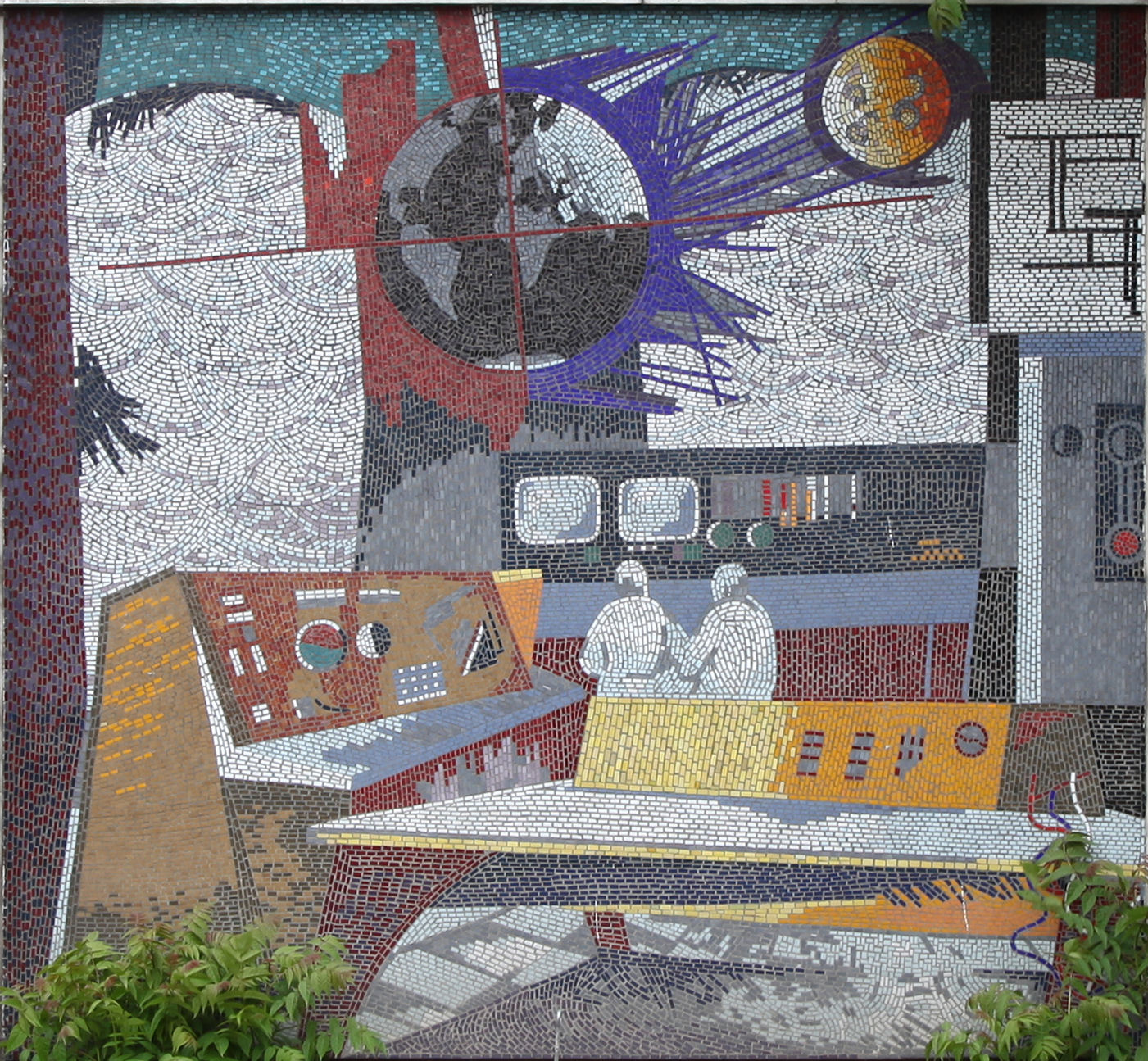
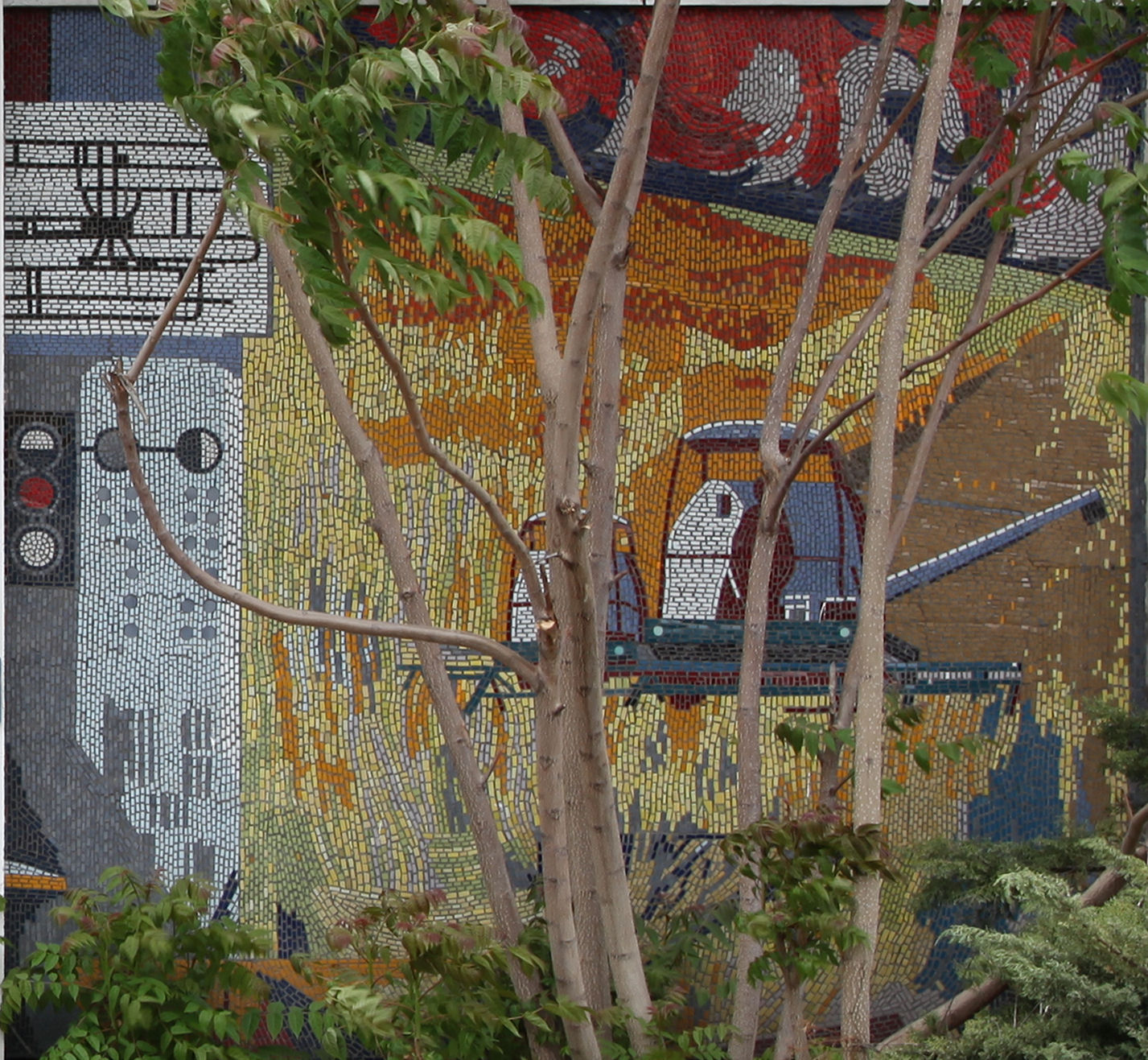

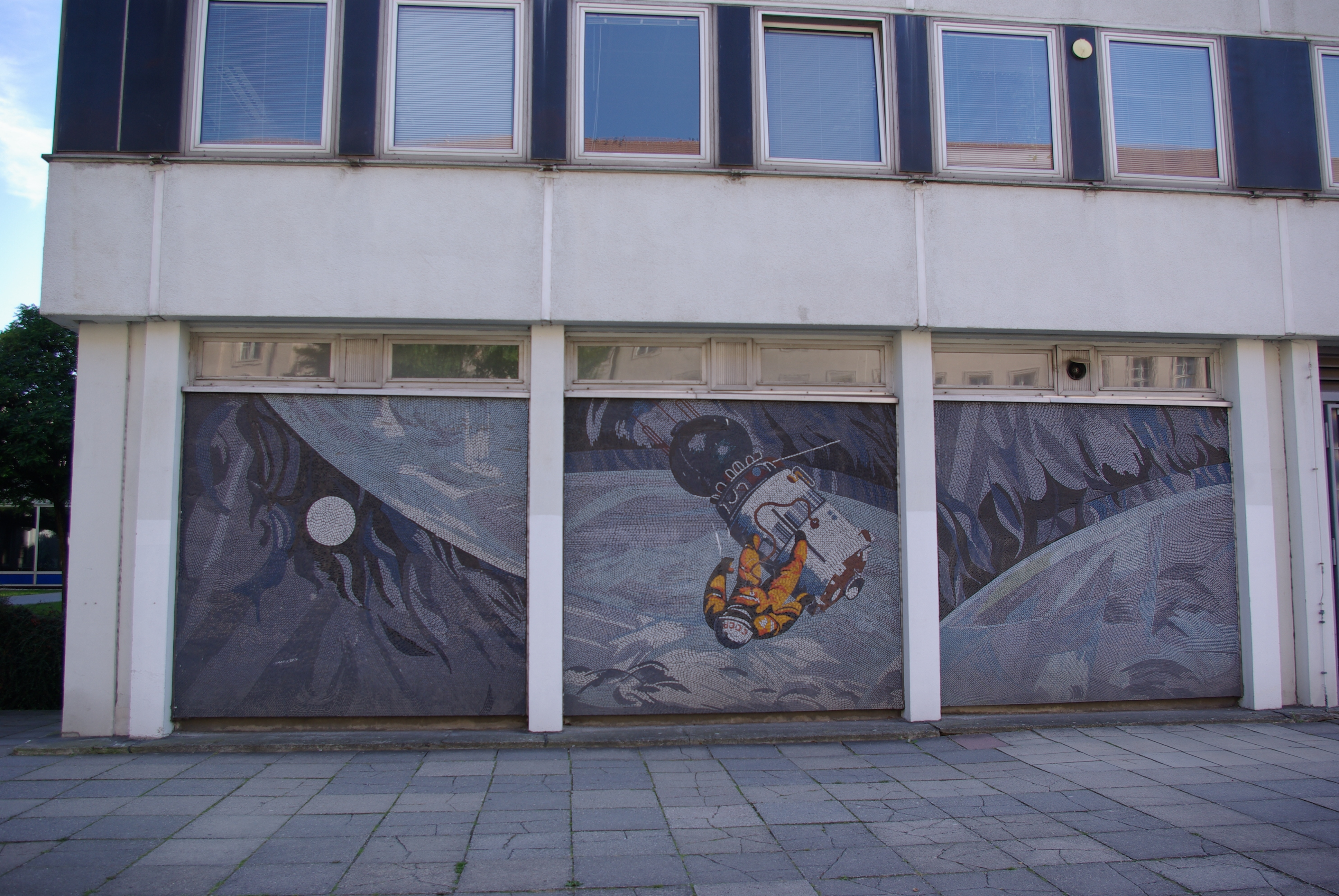
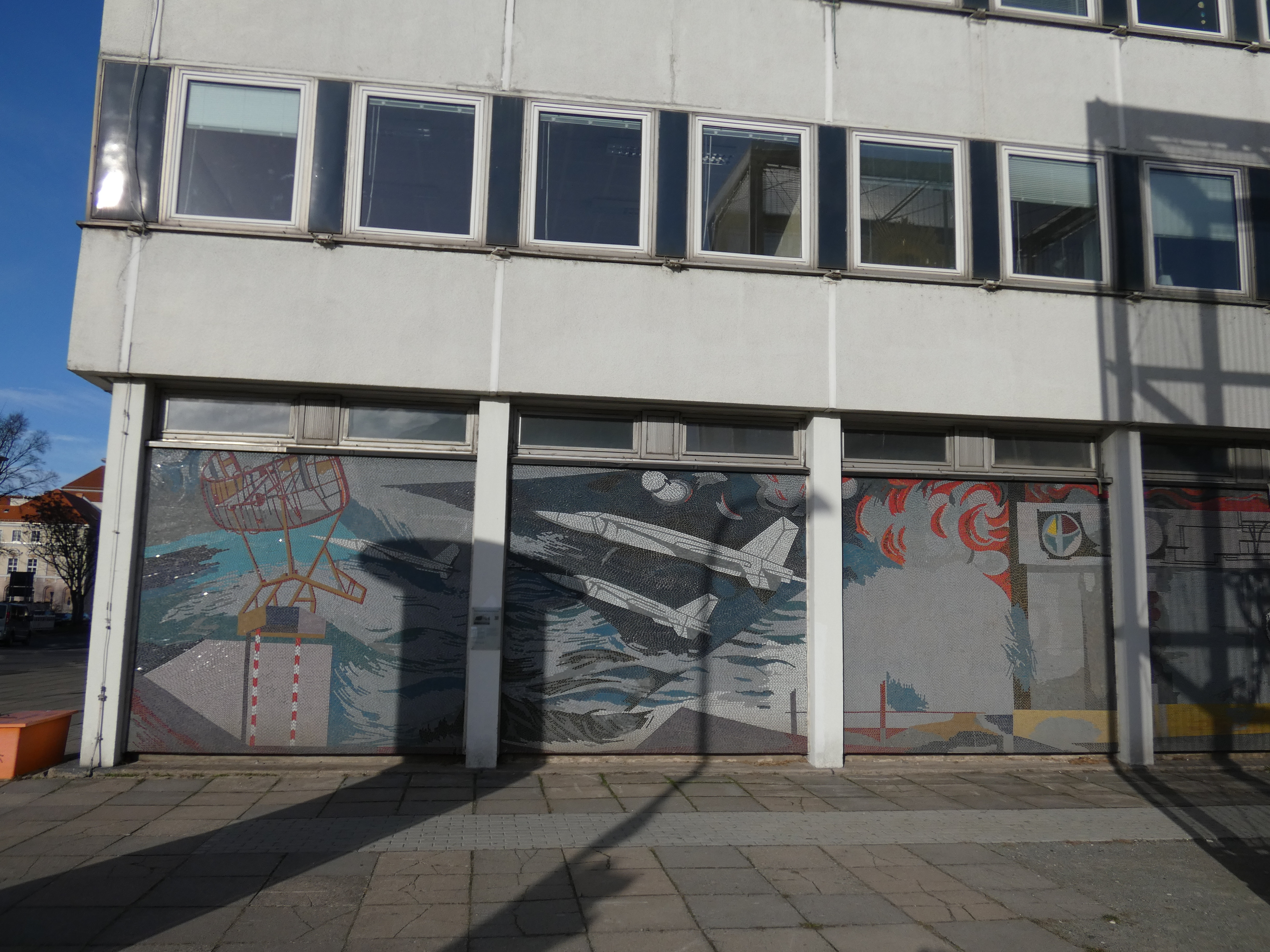
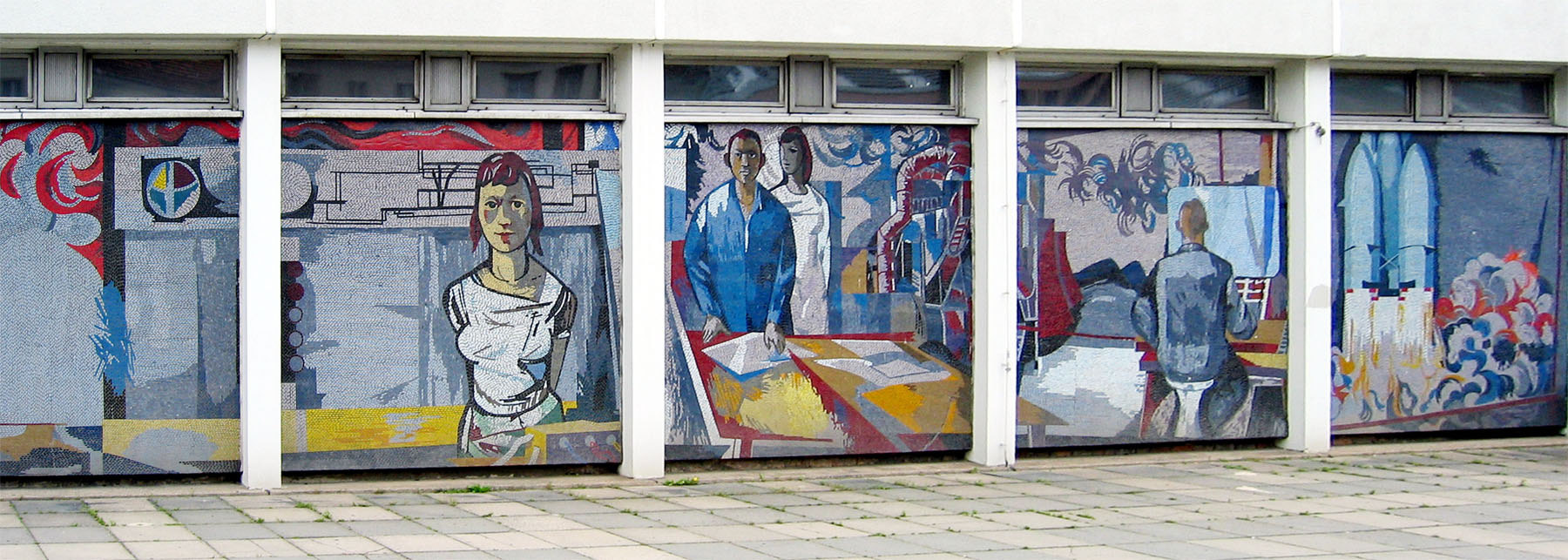
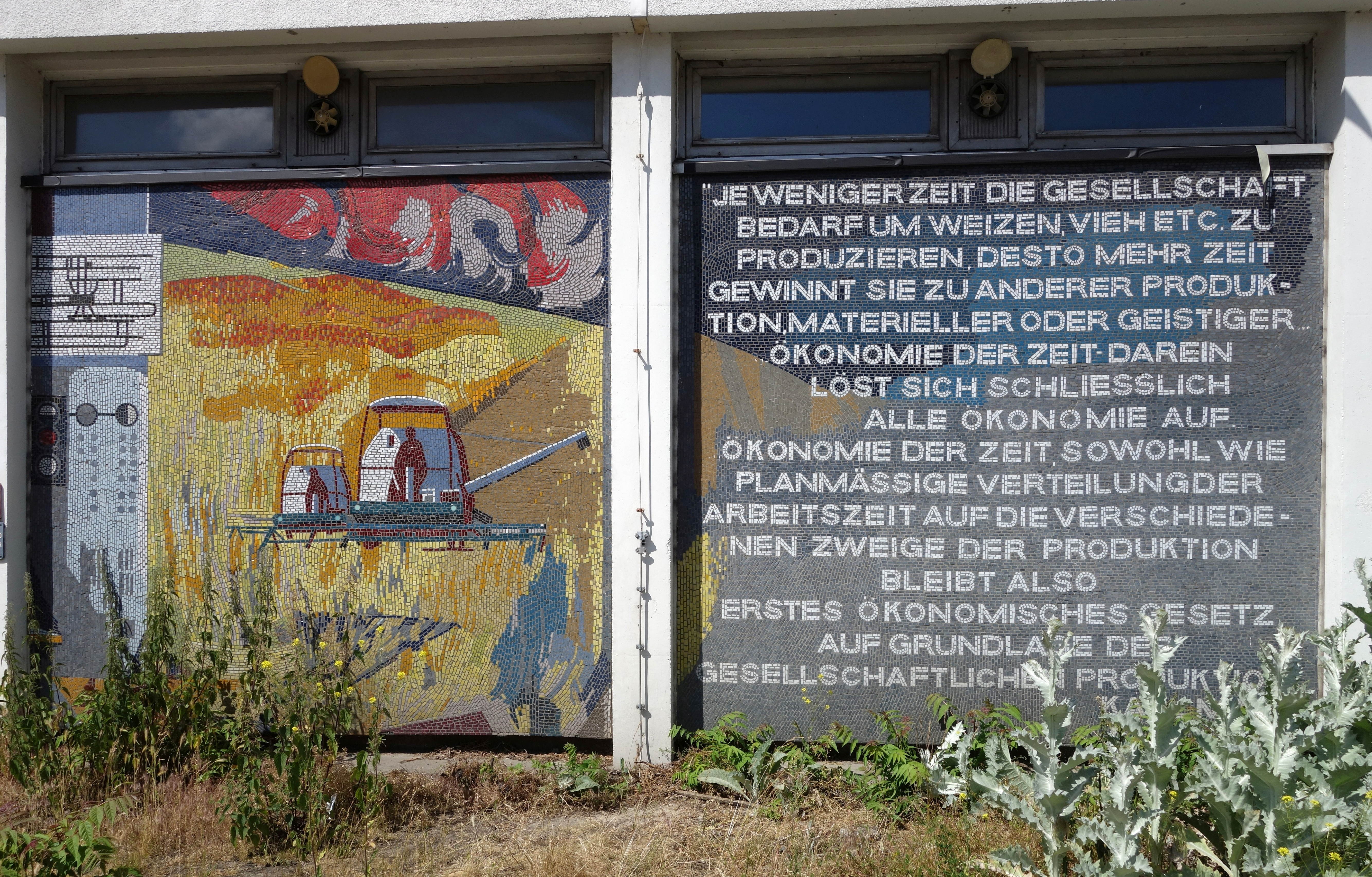

Werke Eisels befinden sich in Museen und Kunstsammlungen und als baubezogene Arbeiten im öffentlichen Raum. Dazu zählen die Galerie Neue Meister und der Kunstfonds des Freistaats Sachsen in Dresden, die Neue Nationalgalerie Berlin, das Staatliche Museum Moritzburg, die Staatlichen Kunstsammlungen Weimar, die Kunsthalle Rostock, das Staatliche Museum Schwerin, die Kunstsammlung der Wismut GmbH in Chemnitz, die National Gallery of Modern Art New Delhi, die Sammlung der Deutschen Bank Luxemburg und die Kunstsammlung des NDR. Eine seiner wenigen Wandgestaltungen, der Volkstanz, befindet sich in Frankfurt (Oder). 1961 schuf Eisel in Öl ein 6 × 3 m großes Wandgemälde für den Sitzungssaal des Rathauses Wittstock/Dosse. Eine weitere großflächige Wandgestaltung mit dem Titel Der Mensch bezwingt den Kosmos befindet sich in Potsdam in der Dortustraße am Rechenzentrum Potsdam (Architekt Sepp Weber, 1969–1971). Sie wurde als Glasmosaik realisiert und bekleidet drei Seiten der Sockelzone des Gebäudes.
Einer Potsdamer Legende nach wurden auf der Westseite die Mosaike bei der Endmontage falsch eingesetzt. Angeblich sollte eigentlich über drei Flächen hinweg ein angeschnittener Planet zu sehen sein. Bei der Montage wären jedoch dessen äußere Flächen vertauscht und die links montierte Fläche um 180 Grad verdreht eingebaut worden. Dem widersprach Eisels Schwiegersohn Jörn Kalkbrenner in einem Interview:
„Die rechte Tafel gehöre nach links, heißt es, und die linke, um 180 Grad gedreht, nach rechts, damit für den Betrachter eine durchgehende Erdkrümmung entsteht. Genau das wollte Fritz Eisel nicht. Er wollte diesen Bruch. Außerdem war er regelmäßig bei der Montage dabei und hätte gegen jeden Pfusch am Bau doch gleich lautstark protestiert.“
Zwei Mosaike an der Fassade zur Breiten Straße zeigen nach Westen fliegende MiG-Kampfflugzeuge, die „durchaus als militärische Drohgebärde verstanden werden können“.
Nordseite:

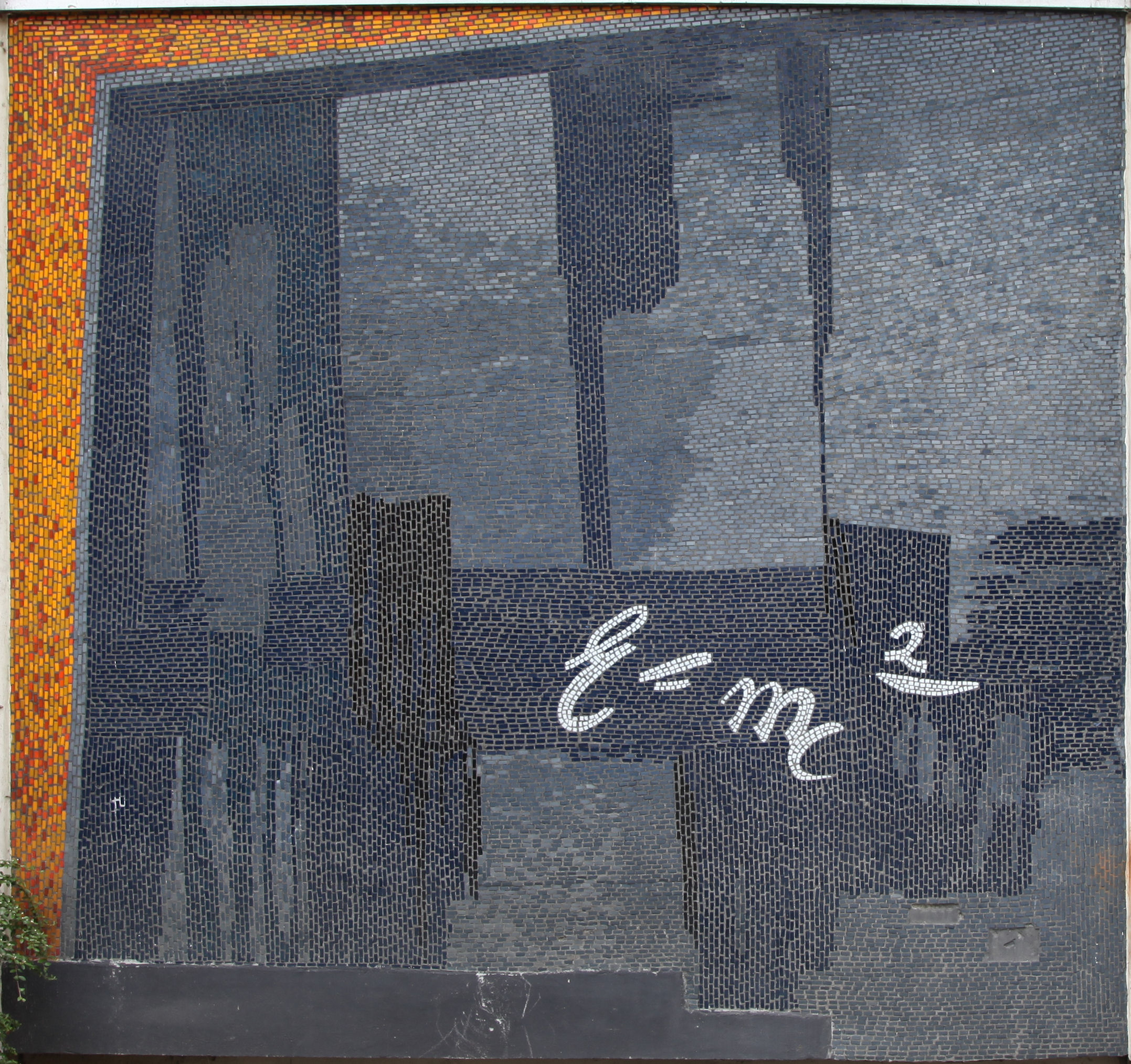
E = mc²

Westseite links:

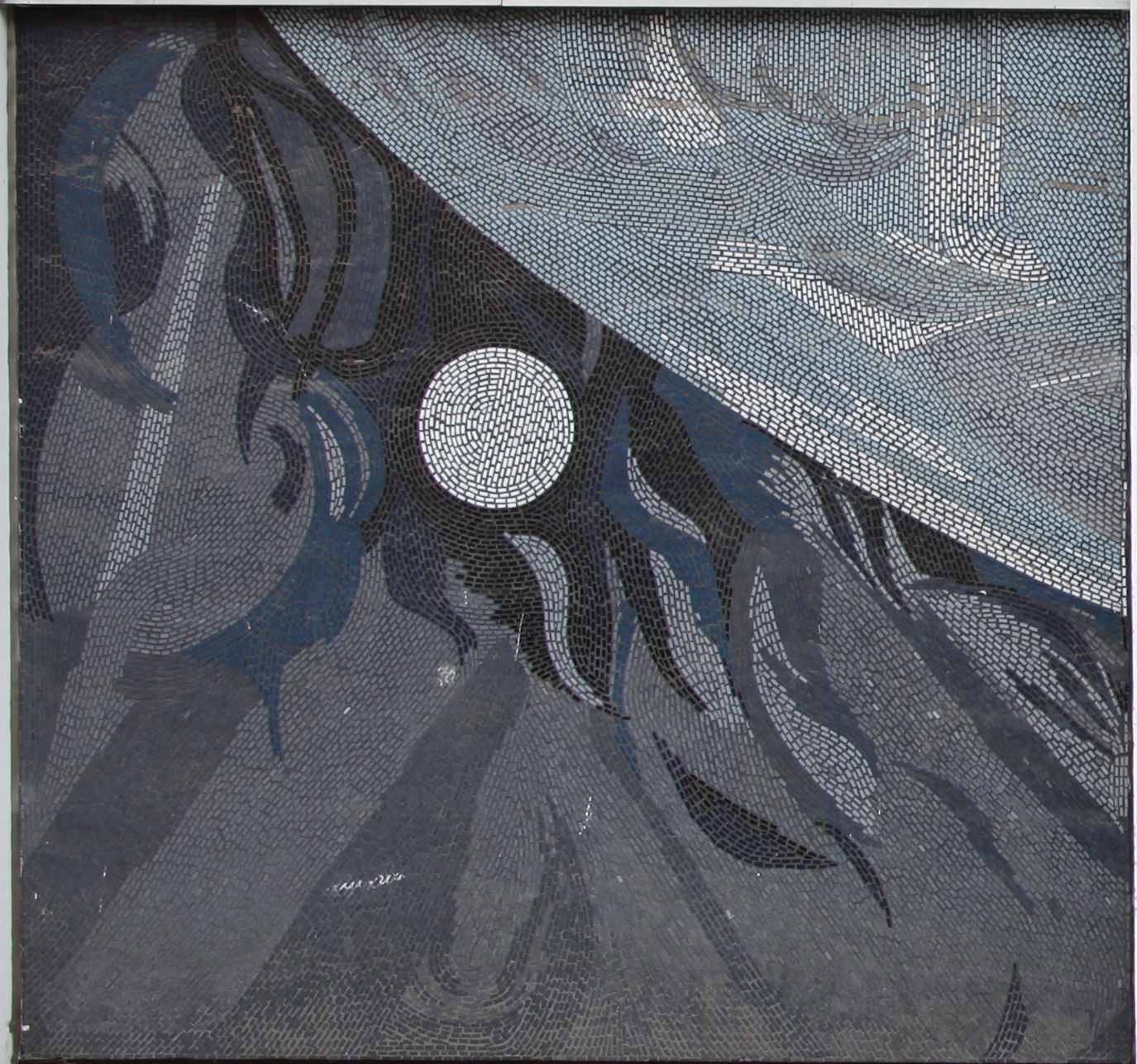
montiert
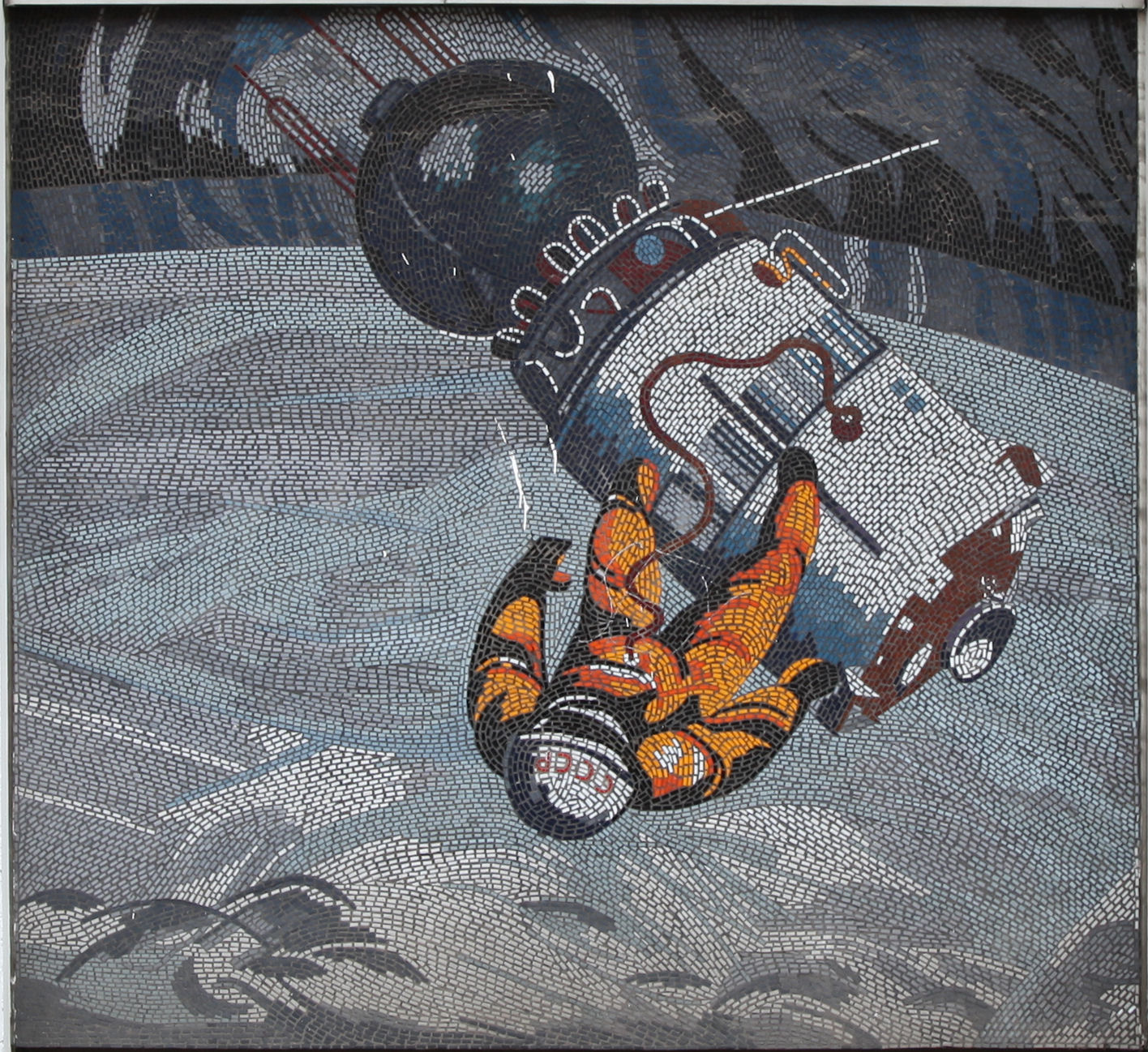
Wostok 1 mit Kosmonaut im Außenbordeinsatz (vermutlich Leonow)
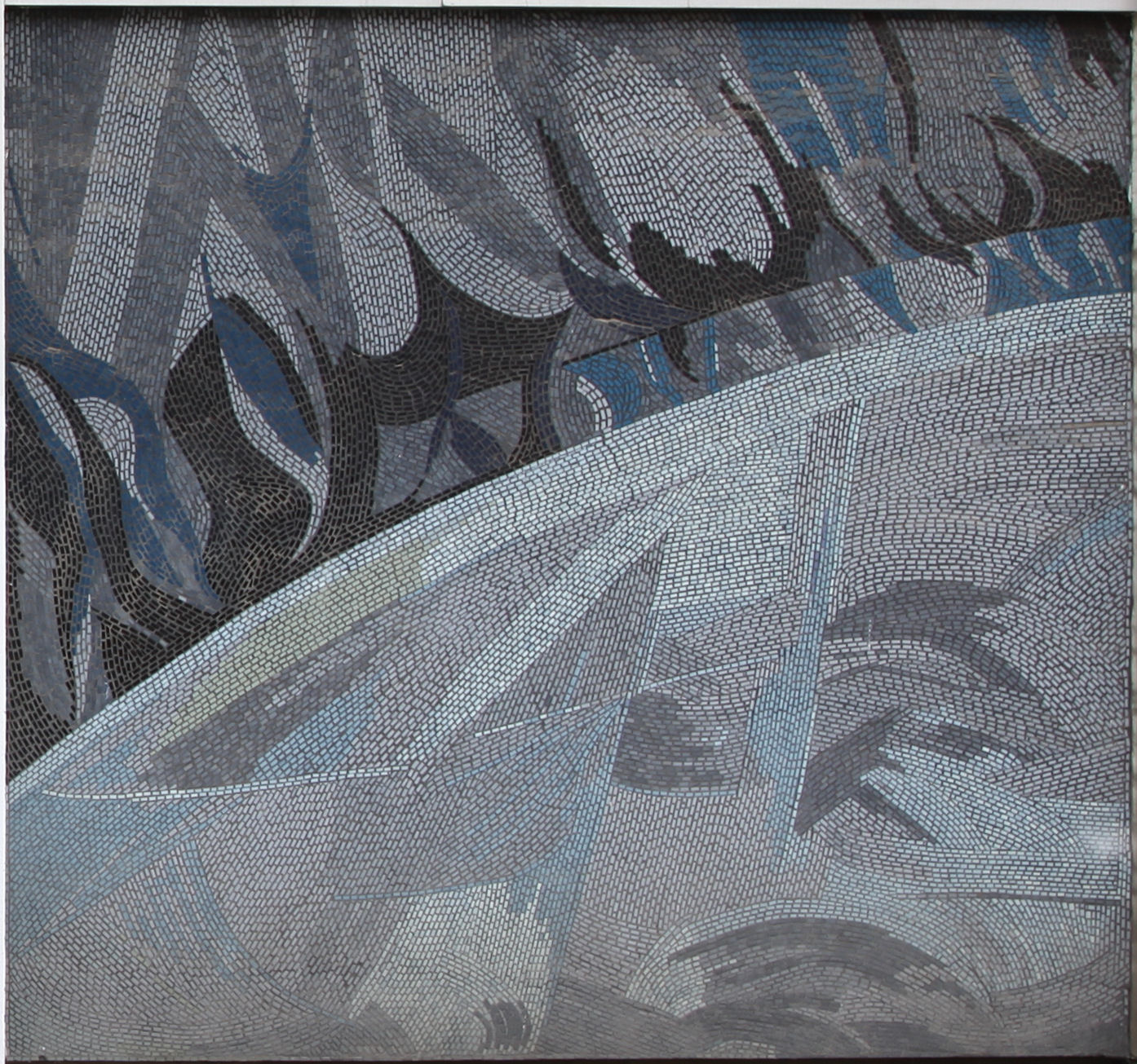
montiert

- geplant
- geplant

Westseite rechts:
Südseite links:
Südseite Mitte:
Südseite rechts:

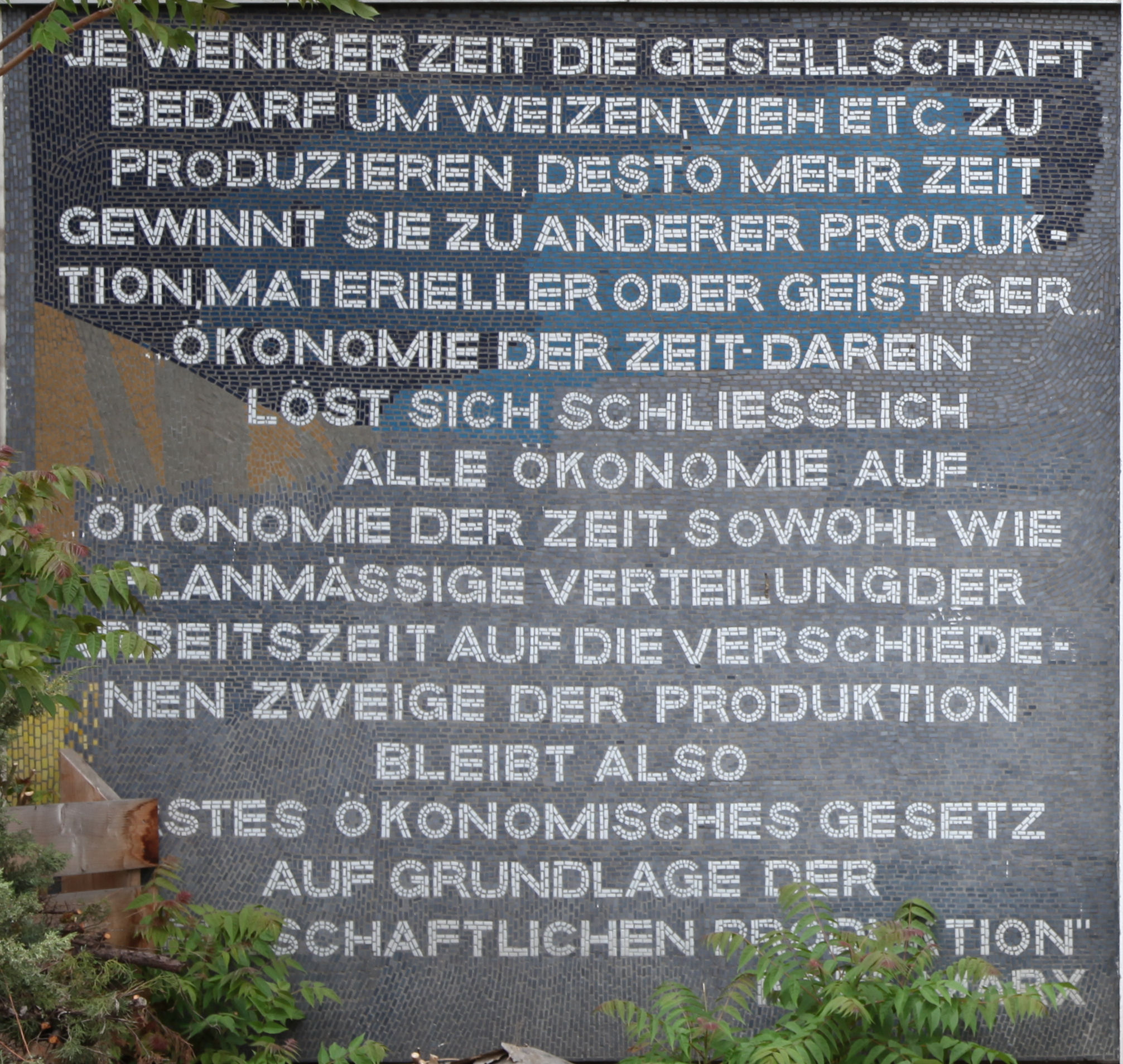
Zitat von Karl Marx
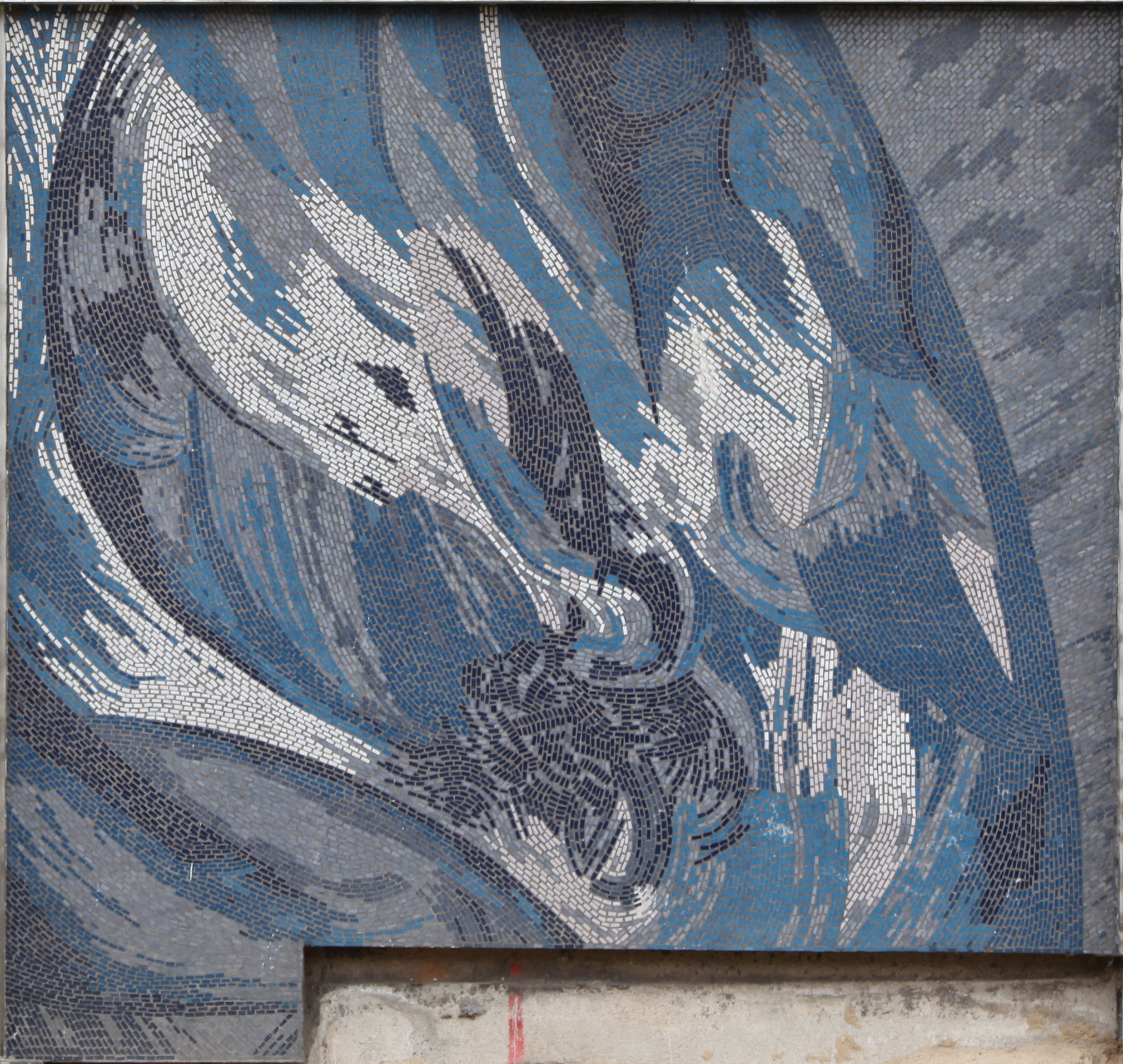

Wirkung vor Ort:

## Ausstellungen (unvollständig)
Einzelausstellungen
- 1958: Dresden
- 1959: Potsdam
- 1969: Ulan Bator (Mongolei)
- 1979: Colombo (Sri Lanka)
- 1985: Wismar
- 1989: Schwerin (zum 60. Geburtstag)
- 1992: Salzburg-Gnigl (mit Paul Eisel)

Ausstellungsbeteiligungen
- 1958/59, 1962/63 und 1972/73: Vierte und Fünfte Deutsche Kunstausstellung, und VII. Kunstausstellung der DDR, Dresden
- 1964: Unser Zeitgenosse, Berlin
- 1966: Wir lieben das Leben, Berlin
- 1976: 200 Jahre Malerei in Dresden
- 1986: Cottbus, Staatliche Kunstsammlungen („Soldaten des Volkes - dem Frieden verpflichtet. Kunstausstellung zum 30. Jahrestag der Nationalen Volksarmee“)